# Hostería Atahualpa Yupanqui
La Hostería Municipal Atahualpa Yupanqui es un hotel ubicado en calle Paysandú de la ciudad de Tafí Viejo, Provincia de Tucumán, Argentina. Pertenece a la municipalidad de dicha localidad y su denominación es en honor al cantante y folklorista Atahualpa Yupanqui, quien habitó durante su infancia en esta ciudad.

## Historia
Originalmente el edificio fue construido para ser destinado como hospital de descanso para pacientes con tuberculosis. La obra comenzó en 1946 pero, por falta de fondos para concluir, la construcción no pudo ser terminada y al poco tiempo fue interrumpida.
Por ello, en 1949 se promulga la ley n° 2261 que otorga el derecho al poder ejecutivo provincial para adquirir el edificio y destinarlo a un hotel de turismo, pero la obra siguió interrumpida y el hotel no fue concretado.
En 1969 el gobierno de la provincia cede al municipio de Tafí Viejo el inmueble para que sea transformado y utilizado como hotel de turismo por el plazo de 10 años. En los años 80, tras diversos problemas económicos y de abandono de la estructura, se remodeló el edificio y empezó a funcionar como hostería. Pero a comienzos de los años 2000, la hostería dejó de funcionar y fue abandonada nuevamente.
Hasta el año 2016 el edificio  fue utilizado para diversos fines; pero en ese año se comenzó a remodelar y construir la actual hostería. Esta obra fue finalizada en el año 2017 e inaugurada el 27 de septiembre de ese mismo año por el gobernador Juan Manzur, él secretario de gobernación Pablo Yedlin y el intendente Javier Noguera con una inversión final de ARS 12 000 000.
En mayo de 2020 el presidente de la nación Argentina Alberto Fernández se hospedó en la hostería mientras en su estadía oficial en la provincia de Tucumán, siendo su primer viaje después de promulgada la cuarentena obligatoria por la pandemia de Covid-19.

## Descripción
La hostería se encuentra en una superficie de 2680 metros cuadrados. En su inicio contaba solo con 15 habitaciones que ocupaban el edificio original; pero tras la concreción del edificio anexo nuevo se sumaron 10 habitaciones dando un total del complejo hotelero de 25 habitaciones accesibles para personas discapacitadas.
El edificio original de la hostería tiene planta baja y planta superior. En la planta baja se encuentran el ingreso al mismo que termina en el hall de acceso, sala de estar, recepción, oficinas administrativas, sanitarios y un restaurante con capacidad para 120 personas con cocina, cafetería, quincho y desayunador junto a una bodega en el sótano que puede ser visitada. También se hallan cinco habitaciones con baño privado y un centro y museo de interpretación arqueológica. También se encuentra una estatua en honor al folklorista que da nombre a la hostería, Atahualpa Yupanqui.
En la planta alta se ubican diez habitaciones con baño privado, aire acondicionado, internet, telefonía, televisión y acceso a estas con lector magnético en la puerta. También se hallan en planta alta dos salas de conferencias y salones de usos múltiples, salón de lectura con terraza al frente y otra terraza hacia el contrafrente.
En el edificio anexo se encuentran tres plantas que están conectadas por una escalera y un ascensor para personas con movilidad reducida. En la planta baja se localiza la recepción, un spa, gimnasios, sala de masajes, sala de relajación,  de relajación, sauna finlandés, baño turco, jacuzzi y una piscina de hidromasaje. En las demás plantas superiores se ubican quince habitaciones con baño privado, aire acondicionado, internet, telefonía, televisión y acceso por lector magnético. Para conectar ambos edificios se construyó una pasarela vidriada.
En el espacio exterior alrededor de las estructuras se hizo una piscina con solárium, áreas para recreación con juegos infantiles, canchas de fútbol y de básquetbol, merenderos y caminería y mobiliario urbano y estacionamiento vehicular.